# Stomonaxellus
Stomonaxellus is een geslacht van kevers uit de familie van de loopkevers (Carabidae). De wetenschappelijke naam van het geslacht is voor het eerst geldig gepubliceerd in 1901 door Tschitscherine.

## Soorten
Het geslacht Stomonaxellus omvat de volgende soorten:
- Stomonaxellus ceylanensis (Straneo, 1938)
- Stomonaxellus filicornis Tschitscherine, 1901